# Batalla d'Almenar (1082)
El 1079, Rodrigo Díaz de Vivar va ser comissionat pel rei per a cobrar les paries al rei de Sevilla i va ser atacat pel rei de Granada i García Ordóñez. Rodrigo va sortir victoriós d'aquests enfrontaments, però al seu retorn a la cort és traït per García Ordóñez i Pedro Ansúrez, poderosos nobles lleonesos, qui van convèncer el rei perquè el desterrés.
Acompanyat de la seva tropa, el Campeador va oferir els seus serveis primer al comte de Barcelona Ramon Berenguer II i després a Berenguer Ramon II, però en ser rebutjat, va decidir ajudar a Ahmed al-Muktadir, l'emir de Saraqusta tributari del Regne de Castella, per a qui havia de controlar la zona sud de l'Emirat de Larida i Turtusha, dominada pel seu germà Yússuf ibn Sulayman al-Mudhàffar, amb el qual es trobava en guerra des de la divisió de dominis a la mort del pare d'ambdós, Sulaiman al-Mustain, una divisió que havia deixat a Saraqusta sense sortida al mar.

## Batalla
Rodrigo Díaz de Vivar va realitzar una campanya important en el territori de l'Emirat de Larida i Turtusha, reforçant els recentment presos castells de Montsó i Tamarit de Llitera, i lluitant en una batalla a Almenar el 1082 en la qual va vèncer amb el gruix de l'exèrcit saragossà a Berenguer Ramon II, aliat d'al-Múndir. El comte de Barcelona fou capturat.

## Conseqüències
La rebuda de les tropes a Saraqusta fou apoteòsica i els musulmans cridaven sīdī (senyor) a Rodrigo Díaz de Vivar, origen del seu malnom el Cid. L'altre malnom dels musulmans era el miracle del seu Déu.
El Cid va fer una segona campanya vèncer a prop de Morella a Sanç I d'Aragó i Pamplona i a al-Mudhàffar el 1084.